# Творчество и быт ГУЛАГа (музей)
Музей «Творчество и быт ГУЛАГа» — музей в Москве, основанный в 1990 году обществом «Мемориал». В основе экспозиции графические и живописные работы художников — заключённых ГУЛАГа. Адрес музея: ул. Каретный Ряд, д. 5/10.

## История
Коллекция будущего музея начала формироваться с 1988 года во время выставок общества «Мемориал», куда родственники репрессированных приносили их личные вещи. В 1990 году был открыт музей, его первым директором стала искусствовед В. А. Тиханова.

## Коллекция
По данным на 2015 год, коллекция музея насчитывала около 2400 единиц хранения. Из них около 1500 единиц — это графические и живописные работы заключённых художников. Представлены работы Василия Шухаева, Михаила Соколова, Михаила Рудакова, Борис Свешников, Льва Кропивницкого, Юло Соостера и других.
Рисовать в лагерях запрещалось всем, кроме художников, работавших при культурно-воспитательной части. Однако художники зачастую подрабатывали, выполняя карандашные портреты своих сокамерников, чтобы те могли отправить их своим родственникам. В коллекции музея есть обгоревшие рисунки Юло Соостера — надзиратель бросил их в печь, но художник успел спасти свои работы. Художники культурно-воспитательной части зачастую выполняли портреты родственников лагерных управленцев, а также делали репродукции известных картин.
Около 700 единиц хранения — это различные предметы быта, изготовленные в лагерях: одежда, орудия труда, посуда, сувениры и другие. Например, в музее множество изделий с вышивкой, поступивших из Мордовских женских лагерей. Там изготавливалось бельё для красноармейцев, и заключённые имели возможность припрятать нитки и кусочки ткани. Имеется даже пилочка для ногтей в виде тканевого мешочка с керамическим обломком внутри. Есть в музее несколько самодельных лагерных чемоданов, изготовленных из посылочных ящиков. При музее имеется также архив личных документов репресированных.